# Zběhovec trojklaný

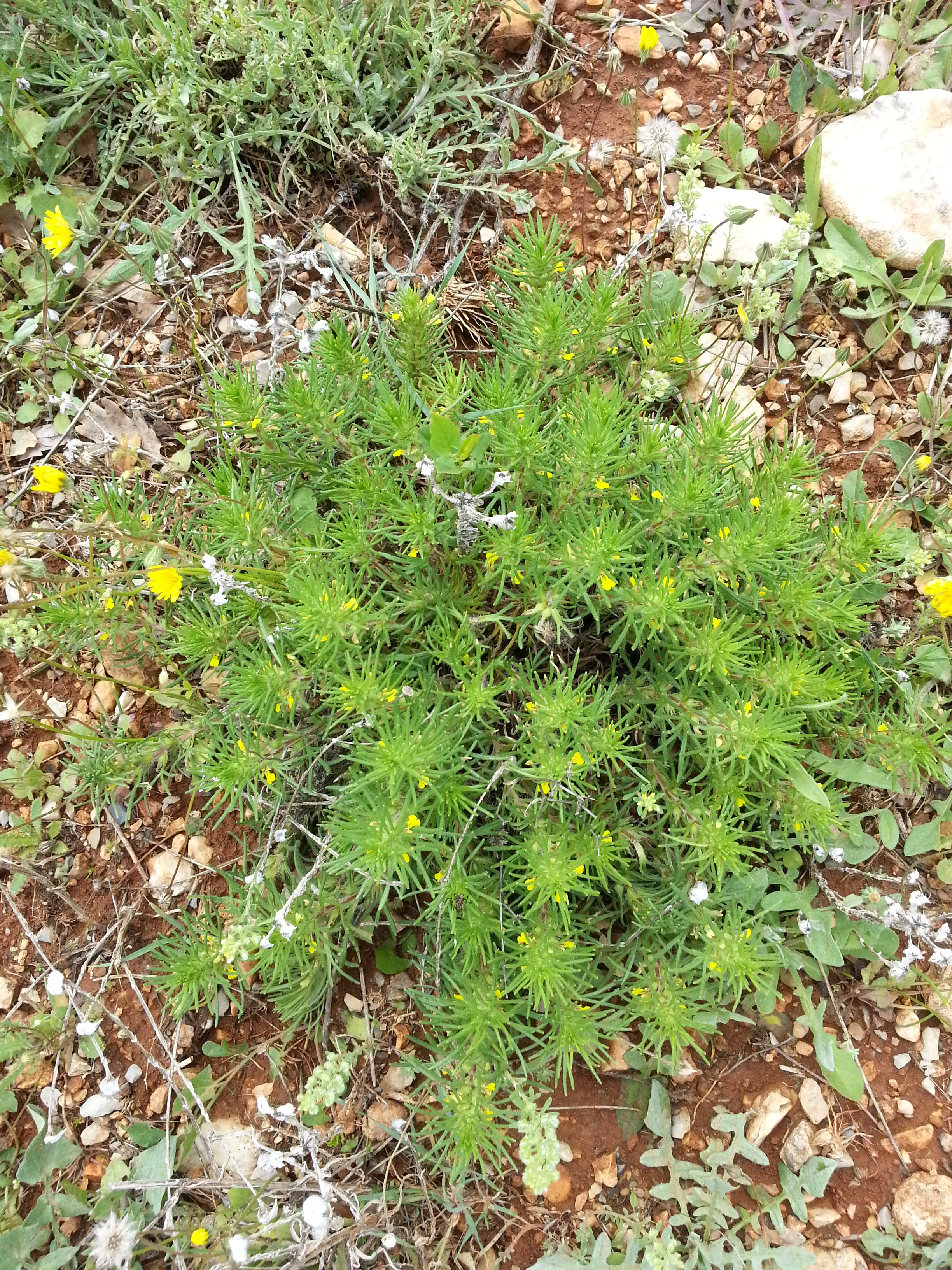
Košatá rostlina

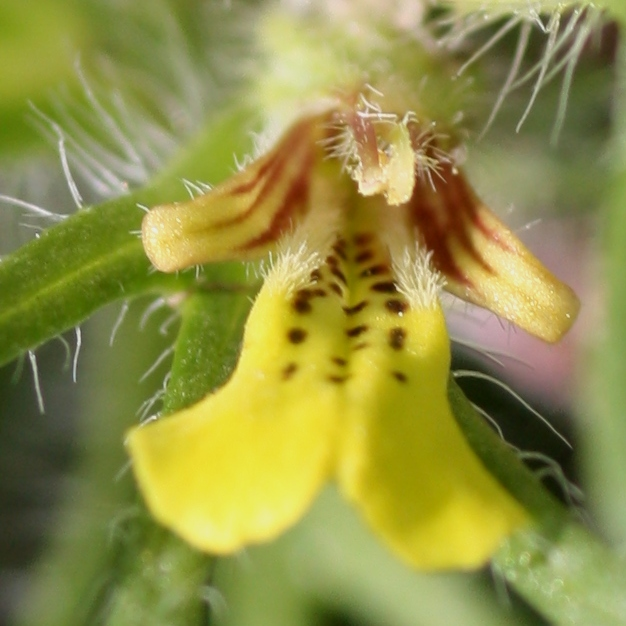
Květ

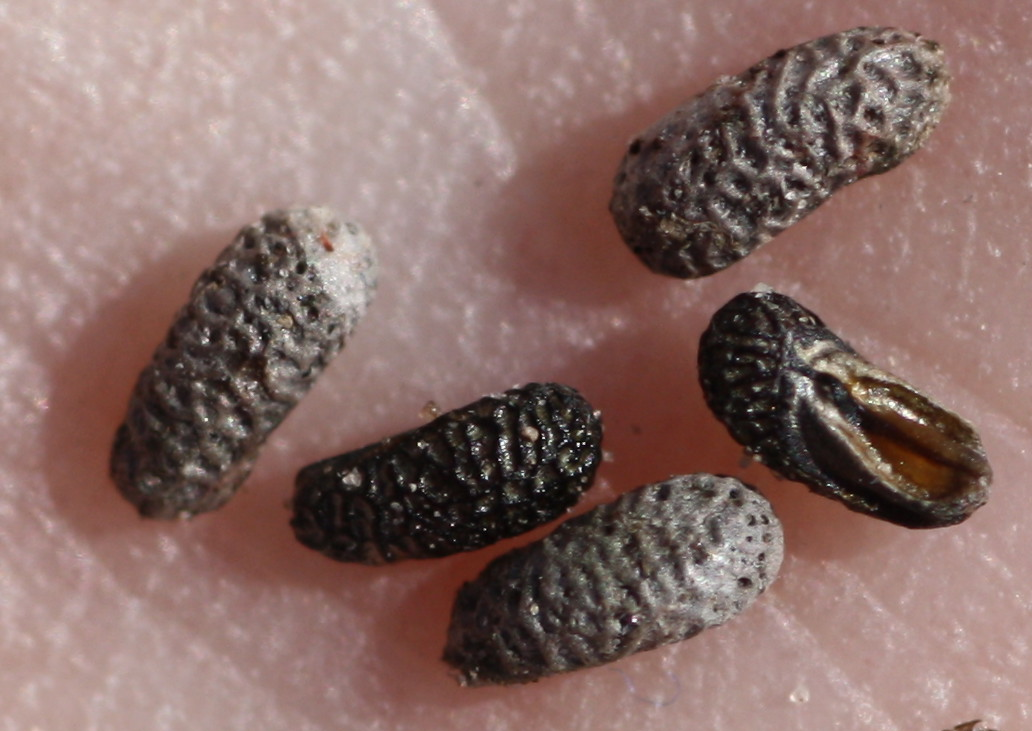
Plody

Zběhovec trojklaný (Ajuga chamaepitys) je nízká, aromatická, planě rostoucí rostlina kvetoucí koncem léta žlutými květy. Je jedním ze čtyř druhů zběhovce rostoucích v české přírodě. Patří ke dvěma druhům, jež byly v druhé polovině 20. století krátce vyděleny do nového rodu zběhoveček (Chamaepitys); nyní patří znovu do rodu zběhovec (Ajuga).

## Rozšíření
Původní areál zběhovce trojklaného zabírá kromě Skandinávie téměř celou Evropu, Blízký východ, Kavkaz, pobřeží Černého moře a sahá do Střední Asie. Na jižní straně Středozemního moře zasahuje na severovýchod afrického kontinentu.
V České republice archeofyt rozšířený ve dvou arelách v teplých a relativně suchých územích na jižní Moravě a v severozápadních a středních Čechách. Menší arela je ve středním Pootaví (Horažďovicko, Strakonicko). Od druhé poloviny 20. století silně ustupující druh. Nálezy z poslední doby (2006) jsou soustředěny zejména do oblasti nejjižnější Moravy, do okolí Mikulova a Znojma. Rostl na vápencích mezi Sušicí a Strakonicemi, také v okolí Českého Krumlova, ale zde vyhynul. Výskyt je omezen na nížinný a pahorkatinný (planární a kolinní) vegetační stupeň, nejvýše rostl u Českého Krumlova v 560 m n. m. Na Slovensku (zbehovček chijský trojený) roste především v teplých nížinách na jihu a východě území.

## Ekologie
V primárním areálu roste zběhovec trojklaný na suchých loukách, pastvinách a pustých místech. V České republice osídloval pole, vinice, úhory a rumiště. Vyskytuje se zvláště na půdách bohatých vápníkem v nejteplejších územích státu. Vyhledává sušší teplé půdy s černozemí, spraší a písčitá stanoviště. Jednoletá rostlina klíčí poměrně pozdě, až v teplém období jara. Kvete od konce května do září, Cibulka uvádí, že někdy po celou zimu. (V mírné zimě někdy přežívá do následujících roku.) Rostliny jsou proměnlivé ve vzrůstu, vyskytují se od drobných nevětvených jedinců až po statné byliny od báze bohatě větvené. Ploidie druhu je 2n = 28.
Ještě koncem 20. století byl zběhovec trojklaný považován za význačný, rychle se šířící plevel, hlavně v teplých, viničních a kukuřičných oblastech. Zapleveloval i vytrvalé pícniny a rozrůstal se zvláště po žních na strništích. Druh je znám i v lidovém léčitelství; využíval se jako diuretikum a lék na tišení dny a revmatismu. Celá bylina se používá k ošetření krvácení a rychlého tepu a v arabských zemích k veterinárním účelům.

## Popis

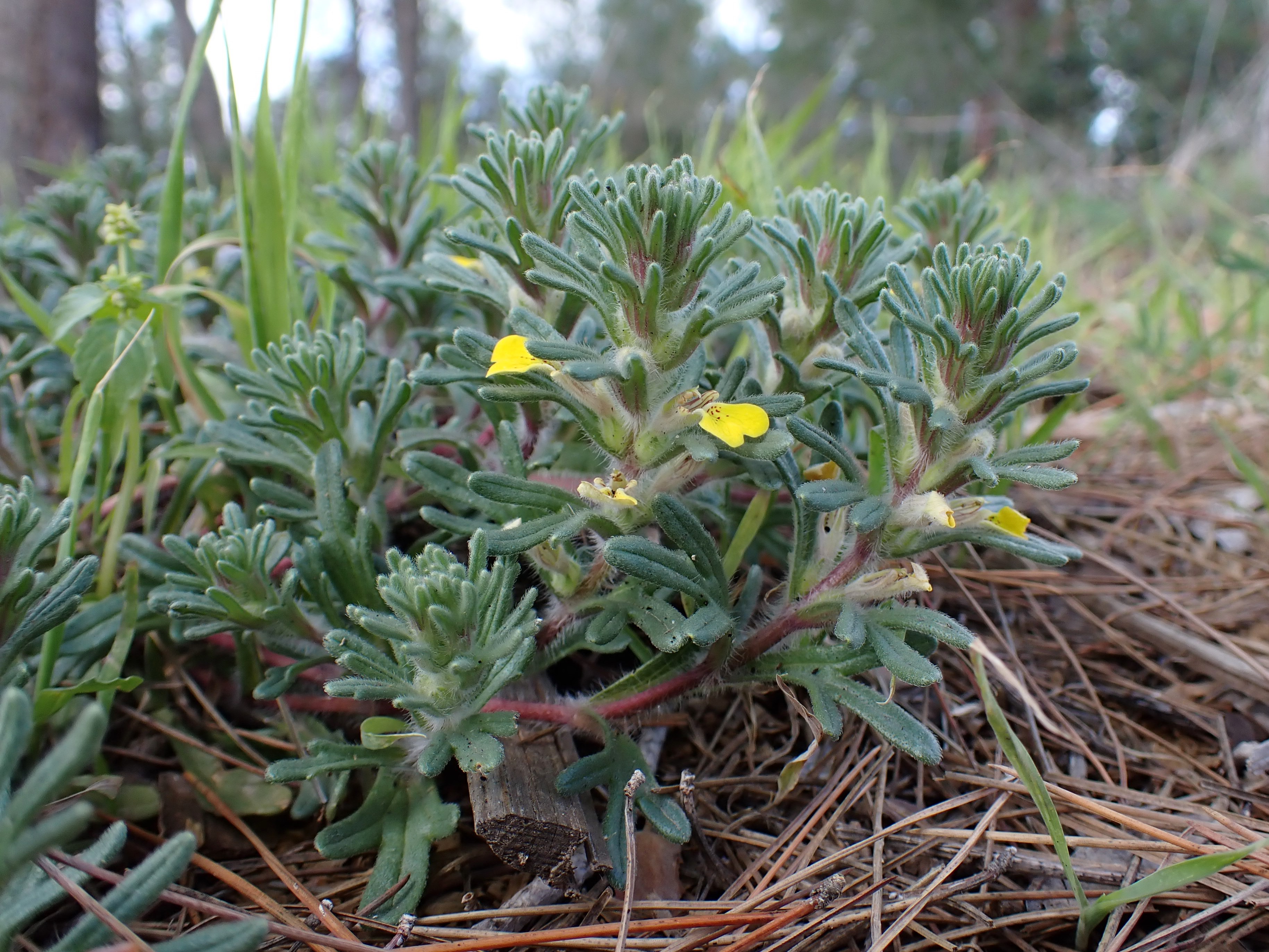
Ajuga chamaepitys subsp. chia, zběhovec trojklaný olysalý

Jednoletá bylina hustě porostlá bělavými chlupy bývá vysoká 5 až 20 cm a vyrůstá z rozvětveného kořene. Lodyha je přímá, poléhavá či vystoupavá, tupě čtyřhranná, odstále huňatá a většinou větvená. Přízemní listy v malé růžici jsou dlouze řapíkaté, úzce obvejčité nebo obkopinaté, celokrajné nebo se třemi až pěti nestejně dlouhými úkrojky. Lodyžní listy jsou husté, krátce řapíkaté, jednoduché, podlouhle sbíhavé a někdy zpeřené. Čepel je dlouhá 1 až 5 cm a široká do 1 cm, má tvar kopinatý až obvejčitý, bývá celokrajná nebo oddáleně mělce zubatá s jedním až třemi zuby; na svrchní straně má tři výrazné žilky, na spodní vyniklou střední žilku a je oboustranně chlupatá.
Rostlina je aromatická, při rozemnutí připomíná vůní borovicové terpeny.
Lichopřesleny žlutých květů bývají poměrně chudé, dvoukvěté až čtyřkvěté. Listeny podpírající květenství jsou úzké až čárkovité a bělavě chlupaté. Květy jsou oboupohlavné, vonné, souměrné a mají krátké stopky. Kalich je trubkovitý, slabě dvoupyský a má pět nestejně dlouhých cípů; střední cíp horního pysku je kratší než postranní cípy, oba cípy dolního pysku jsou delší než postranní cípy horního pysku. Koruna je také dvoupyská, 5 mm až 15 mm dlouhá, dvakrát až třikrát delší než kalich, citrónově žlutá až světle oranžová, na dolním pysku má purpurové skvrny. Horní pysk koruny je krátký dvouklaný, dolní je třílaločný a rozprostřený, nejširší střední lalok je srdčitě vykrojený. Tyčinky s dlouhými nitkami jsou čtyři, vnější jsou delší než vnitřní. Horní semeník vznikl srůstem dvou plodolistů, nese čnělku s bliznou se dvěma rameny. Podsemeníkový val má jeden lalok ve funkci nektaria. Květy jsou opylovány hlavně létajícím hmyzem, pozdní květy se občas opylí kleistogamicky.
Plod je zelenohnědá, v obryse úzce vejčitá, čtyřboká nebo pětiboká, asi 3,0 mm dlouhá a na hřbetní straně síťovitě jamkovitá tvrdka. Rozpadá se na plůdky, semena, která mají přívěsek s masíčkem a jsou rozšiřována mravenci (šíření je myrmekochorní). Klíčivost si podržují po několik let.

## Ohrožení
S přelomem tisíciletí se početní stav a pravidelná místa výskytu začaly rapidně snižovat a v druhé dekádě 21. století již není považován za plevel, natož významný, ale za rostlinu ohroženou vymizením. Mandák uvádí, že vzhledem k vzácnosti druhu je vhodné stávající populace spíše chránit než jakkoli omezovat. V Červeném seznamu ohrožených druhů České republiky (2017, s. 80) je Ajuga chamaepitys subsp. chamaepitys čili zběhovec trojklaný pravý považován za kriticky ohrožený druh (C1t). Vytrácí se zřejmě následkem masivní chemizace zemědělských půd a hluboké orby. Na Slovensku potenciálně zranitelný taxon (NT).
V české přírodě se v minulosti kromě nominátního poddruhu vyskytoval i poddruh zběhovec trojklaný olysalý Ajuga chamaepitys subsp. chia (Schreb.) Arcang. Rostl za stejných podmínek i na obdobných místech, ale byl celkově statnější. Nyní se v české květeně nevyskytuje a je považován za taxon nejasný (A3).

## Česká starší botanická jména a lidové názvy
Starší botanická jména: zběhovec yva (Presl 1819, Sloboda 1852), yva trojklaná (Opiz 1852), yva (Čelakovský 1879), zběhovec yva (Polívka 1912, Dostál 1950), zběhoveček trojklaný (Dostál 1989), zběhovec trojklaný (Kubát 2002).
Lidově byl zběhovec trojklaný (Ajuga chamaepitys) nazýván borovička malá, borynka, bředy, cypřiš, polní evička, hyva, chrys polní, iva, ivka polní, ivkaja, traňk žlutý, yva, zběhové koření, žluté kvítí.